# 최영남
최영남(1984년 7월 27일 ~ )은 대한민국의 전직 축구 선수이다. 현역 시절 포지션은 수비수였다.